# Лолли, Джо
Джозеф «Джо» Лолли (англ. Joe Lolley; род. 25 августа 1992, Реддитч, Вустершир) — английский футболист, вингер австралийского клуба «Сидней».

## Клубная карьера
Лолли — воспитанник клубов «Бирмингем Сити» и «Бромсгроув Роверс». В 2011 году стал игроком полупрофессионального клуба «Литлтон», выступавшего в Футбольной лиги Мидленда, в составе команды отметился 88 голами в 83 матчах. Летом 2013 года перешёл в «Киддерминстер Харриерс». подписав однолетний контракт. 17 августа в матче против «Брейнтри Таун» Джо дебютировал в Национальной лиге. 24 августа в поединке против «Честера» он забил первый гол за клуб.
Зимой 2014 года стал игроком «Хаддерсфилд Таун». Сумма трансфера составила 250 тысяч фунтов стерлингов. 1 февраля в матче против «Лидс Юнайтед» Лолли дебютировал в английском Чемпионшипе. 3 мая в матче против «Уотфорда» он забил первый гол за новый клуб. В 2015 году на правах аренды перешёл в «Сканторп Юнайтед». 26 сентября в матче против «Саутэнд Юнайтед» он дебютировал за клуб.
По итогам сезона 2016/2017 «Хаддерсфилд Таун» вышел в Английскую премьер-лигу, обыграв в финале плей-офф «Рединг». 9 декабря 2017 года в матче против «Брайтон энд Хоув Альбион» он дебютировал в английской Премьер-лиге. 13 января 2018 года в поединке против «Вест Хэм Юнайтед» Джо забил первый гол в турнире.
31 января 2017 года перешёл в «Ноттингем Форест», подписав контракт на 4,5 года. 10 февраля 2018 года в поединке против «Халл Сити» Лолли провёл первый матч за клуб. 24 февраля в матче против «Куинз Парк Рейнджерс» он забил дебютный гол за «лесников». По итогам следующего сезона 2018/2019, Лолли был признан игроком года «Ноттингем Форест» и автором лучшего гола в сезоне (в ворота «Астон Виллы»).
В 2022 году Лолли перешёл в австралийский «Сидней». 8 октября в матче против «Мельбурн Сити» он дебютировал в австралийской А-лиге. 16 октября в поединке против «Мельбурн Сити» Лолли забил первый гол за австралийский клуб.

## Международная карьера
В 2013 году в составе сборной Великобритании принял участие в летней Универсиаде в Казани. На турнире он дошёл до финала, где Великобритания завоевала серебряные медали.

## Достижения
«Сидней»
- Обладатель Кубка Австралии: 2023[21]

### Личные достижения
«Ноттингем Форест»
- Игрок года клуба «Ноттингем Форест»: 2018/2019[17]
- Гол сезона клуба «Ноттингем Форест»: 2018/2019[18]

«Сидней»
- Медаль Марка Видуки: 2023[21]
- Команда сезона A-лиги: 2023/2024[22]